# Дулово
Дулово (буг. Дулово, рум. Accadânalar) град је у Републици Бугарској, у североисточном делу земље, седиште истоимене општине Дулово у оквиру Силистранске области.

## Географија
Положај: Дулово се налази у североисточном делу Бугарске. Од престонице Софије град је удаљен 400 km североисточно, а од обласног средишта, Силистре град је удаљен 40 km јужно.
Рељеф: Област Дулова се налази у области бугарске Добруџе, која чини југоисточни део Влашке низије. Град се сместио у бреговитом подручју, на приближно 230 m надморске висине.
Клима: Клима у Дулову је континентална.
Воде: Око Дулова постоји више мањих водотока.

## Историја
Област Дулова је првобитно било насељено Трачанима, а после њих овом облашћу владају стари Рим и Византија. Јужни Словени ово подручеје насељавају у 7. веку. Од 9. века до 1373. године област је била у саставу средњовековне Бугарске.
Крајем 14. века област Дулова је пала под власт Османлија, који владају облашћу 5 векова.
Године 1878. град је постао део савремене бугарске државе. Насеље постоје убрзо средиште окупљања за села у околини, са више јавних установа и трговиштем. Између два светска рата Дулово је било у саставу Румуније под називом Акаданалар.

## Становништво
По проценама из 2010. године Дулово је имало око 7.000 становника. Огромна већина градског становништва су Турци, а мањина су етнички Бугари. Остатак су махом Роми. Последњих деценија град губи становништво због удаљености од главних токова развоја у земљи.
Претежан вероисповест месног становништва је ислам, а мањинска православље.